# トッレ・デ・ブージ
トッレ・デ・ブージ（伊: Torre de' Busi）は、イタリア共和国ロンバルディア州ベルガモ県にある、人口約2,200人の基礎自治体（コムーネ）。
1992年から2018年にかけて25年間レッコ県所属であったが、ベルガモ県に戻った。

## 地理

### 位置・広がり
レッコから南東へ11km、県都ベルガモから西北西へ18km、州都ミラノから北北東へ41kmの距離にある。

#### 隣接コムーネ
隣接するコムーネは以下の通り。括弧内のLCはレッコ県所属を示す。
- カロルツィオコルテ (LC)
- カプリーノ・ベルガマスコ
- カレンノ (LC)
- チザーノ・ベルガマスコ
- コスタ・ヴァッレ・イマーニャ
- モンテ・マレンツォ (LC)
- ロンコラ

### 地震分類
イタリアの地震リスク階級 (it) では、3 に分類される
。

## 行政

### 分離集落
トッレ・デ・ブージには、以下の分離集落（フラツィオーネ）がある。
- Favirano, San Gottardo, San Marco, San Michele (sede comunale), Sogno, Valcava